# Predrag Pašić
Predrag Pašić (Sarajevo, 10 ottobre 1958) è un ex calciatore jugoslavo, di ruolo centrocampista.

## Carriera

### Nazionale
Con la nazionale jugoslava ha preso parte al Mondiale 1982.

## Palmarès

### Club
- Campionato jugoslavo: 1

Sarajevo: 1984-1985

### Nazionale
- Giochi del Mediterraneo: 1

 Spalato 1979